# Ouled Chlih
Chlih ou Ouled chlih ou chleuh  est une tribu berbère chaouis dans les Aurès en Algérie. La tribu  est concentrée dans la commune de Oued Chaaba de la Wilaya de Batna.

## Origine
les Ouled chlih descendraient de Fatma tazouguert?.Ce qui reste à vérifier .Bensbaa Nadir mohamed(historien eet écrivain )l'affirme mais avec très peu de preuves.

## Personnalité
- Ali Benflis
- Mohamed Tahar Abidi
- Merarda Mostefa Benoui
- Katchou